# 智利游戏分级系统
智利游戏分级系统（别称）是智利政府于2018年根据《电子游戏标签法》制定的一套分级制度。智利和巴西是南美唯二采用非ESRB游戏分级系统的国家。

## 分级制度
2014年9月的第5733号决议定义了与其他分级系统的等效表，以用于认证目的： 娛樂軟件分級委員會（ESRB）和泛歐遊戲資訊組織（PEGI）。2017年2月第51号法令在其第4条中指明了一组首字母缩写词及其说明。
| 分级                     | 名称     | 说明                                                                             | 最低适用年龄 |
| ------------------------ | -------- | -------------------------------------------------------------------------------- | ------------ |
|                          | 特别推荐 | 包含教育内容，特别适合青少年和儿童。不存在不当内容。                             | 所有人       |
|                          | 全年龄   | 游戏未涉及任何令人反感的内容。                                                   | 所有人       |
|                          | 8岁以上  | 不建议8岁以下的儿童使用，因为它包含不当用语，具有轻度的性暗示或暴力。            | 8岁以上      |
|                          | 14岁以上 | 不建议14岁以下人士，游戏中包含不当用语，中度性暗示或暴力行为。                   | 14岁以上     |
|                          | 18岁以上 | 不建议18岁以下人士，该游戏包含相当多的粗俗语言，露骨性内容，频繁裸体或强烈暴力。 | 18岁以上     |
| 电影分级委员会尚未决定。 | 18岁以上 |                                                                                  | 18岁以上     |

该法令提到标签必须遵循一些规范：

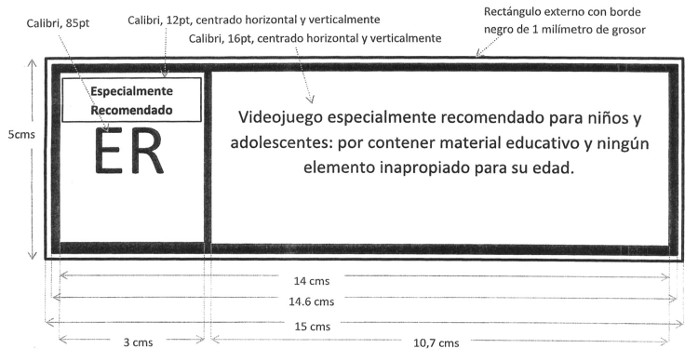
法令中指定的示例标签

- 一个150x50毫米的矩形，带有1毫米粗的黑实线边框和1毫米的填充；
- 中心为146x46毫米的矩形，带有3毫米粗的黑实线边框；
- 内部分为两个大小分别为30 mm和107 mm之矩形。
- 未指定规格的矩形，在顶部的左矩形内包含名称（通常为0.5毫米厚，边距为1毫米）；
- 名称居中，字号为Calibri 12；
- 首字母缩略词，在Calibri 85中居左矩形内（但是，必须使用三个字符的首字母缩略词来减小字体大小）；
- 描述在矩形的中心，字号为Calibri 16。

### 评级标准和要求
根据智利国会图书馆发布的规章要求： 
如果原產國已對遊戲進行了分級，則無需在智利進行分級，但前提是電影分級委員會認為該國家的標準與在智利採用的標準相同。
電子遊戲製造商和進口商必須在其銷售的電子遊戲包裝上貼上說明，產品應明確表明電子遊戲中的暴力程度。此警告須占據遊戲包裝兩側至少25％的空間。他們將只能向那些證明自己已達到最低年齡標準的人出售或租賃不適合未成年人使用的電子遊戲。任何提供遊戲產品的人員都始終被要求出示有效的身份證明。

當然，違規行為將由當地執法部門予以制裁，並處以1至50個月納稅單位的罰款，並將沒收涉案產品。如有累犯情節，法官可對相應罪行適用兩倍的罰款。如在同一年內再度違反法例，則屬於累犯。
这意味着制造商和分销商必须将整个标签标记在实体版游戏的包装中；但这对数字版游戏没有法律效力。一些分销商（如智利的Microsoft Store）仅遵照该法令中的规定显示图标（左侧矩形，请参见上表）。

## 分级机构
负责对智利地区销售的电子游戏进行分级的机构是电影分级委员会，该委员会同时具有对在智利上映的电影进行分级的功能。该分级会决定购买或租借电子游戏的最低年龄。